# Alberto Errera
Alberto Israel Errera  (grec moderne : Αλβέρτος Ερρέρα, 15 janvier 1913 - août 1944) dit Alekos est un officier juif grec et membre de la résistance anti-nazi. Il a été membre du Sonderkommando d’Auschwitz-Birkenau de mai à août 1944.
Il a participé à la préparation du soulèvement du Sonderkommando de 1944 et est l'un des auteurs possibles des photographies du Sonderkommando. Errera est mort à Auschwitz-Birkenau.

## Biographie
Alberto Errera est né à Thessalonique, en Grèce. Avant la guerre, il est soldat dans l'armée hellénique, où il est promu officier et atteint le grade de capitaine. Il a épousé une femme appelée Matthildi de Larissa, où il s'est installé et possédait un supermarché. Il a rejoint les partisans et l'Armée populaire de libération grecque pendant l'occupation allemande de la Grèce, travaillant comme fournisseur de nourriture. Il prit le nom chrétien Alex (Alekos) Michaelides, ou, selon son neveu, Alexandros Alexandris . Dans la nuit du 24 mars 1944, il a été arrêté par les Allemands à Larissa, en même temps qu’un groupe de 225 Juifs, puis incarcéré au camp de concentration de Haidari. Selon son neveu, il a été capturé, non pas en tant que juif, mais en tant que gauchiste. Il a été déporté d'Athènes, le 2 avril, et est arrivé à Auschwitz, le 11 avril, date à laquelle il a été sélectionné pour travailler avec 320 Grecs (numéros de détenus de 182 440 à 182 759). Son numéro était 182 552. Après avoir passé deux jours dans le sauna Zentral de Birkenau, lui et les autres Grecs ont vécu dans le bloc 12 de la Männerquarantäne Lager, du 13 avril au 11 mai. Puis il a été sélectionné, avec 100 Grecs, pour faire partie du Sonderkommando. Il s'est vu confier le poste de Heizer (" chauffeur "), membre du Sonderkommando affecté au four crématoire, à Birkenau Krematorium V. Alter Fajnzylberg parle de sa carrure athlétique  et Léon Cohen décrit sa force inhabituelle. Selon Filip Müller, Léon Cohen et l'historien et co-détenu Hermann Langbein, Errera faisait partie de ceux qui ont activement participé aux préparatifs du soulèvement du Sonderkommando, aux côtés de Yaacov Kaminski, Jankiel Handelsmann, Jukl Wrobel, Josef Warszawski, un dénommé Władek, Giuseppe Baruch et Zalman Gradowski, entre autres.
Selon Izack Cohen, qui travaillait au Kanada Kommando, Errera était le chef du groupe de résistance grec du Krematorium V et a essayé de l'y recruter.
Selon le témoignage d'Alter Fajnzylberg,, ce serait Errera qui aurait pris les fameuses « photographies du Sonderkommando » début août 1944,,, avec l'aide de David Szmulewski,, un autre résistant, et trois autres membres du Sonderkommando, Szlama Dragon, Abraham Dragon et Alter Fajnzylberg, qui montait la garde. Après avoir pris les photos, Errera a enterré l'appareil photo dans le sol du camp, pour le récupérer et le découvrir plus tard.[réf. souhaitée]
Errera a été récompensé par le gouvernement grec, dans les années 1980, pour sa contribution à la résistance grecque pendant la Seconde Guerre mondiale.

## Tentative d'évasion et décès
Le 9 août 1944, lors du transport des cendres depuis les crématoires qui devaient être déversées dans la Vistule, Errera a tenté de convaincre ses trois co-détenus (dont Hugo Baruch Venezia et Henri Nechama Capon) de s'évader, mais ils auraient refusé[réf. souhaitée]. Une fois sur place, Errera a étourdi les deux Schupos qui l'accompagnaient avec une pelle et plongé dans la Vistule. Il a été attrapé pendant les deux ou trois jours suivants, torturé et tué[réf. souhaitée]. Le corps d'Errera a été exposé à l'entrée du camp des hommes (BIId) à titre d'exemple pour les autres détenus[réf. souhaitée].
Dans le récit de Shlomo Venezia, Errera se trouvait avec un seul autre détenu, Hugo Venezia (fils de Baruch), affecté au transport des cendres dans la rivière Soła, sous l'escorte de deux SS. Voyant une occasion de s'enfuir, après avoir informé Hugo Venezia du plan qu'il venait d'élaborer et auquel il lui proposait de participer, Errera aurait assommé un des SS avec une pelle. Hugo Venezia qui devait assommer le chauffeur du camion, serait resté paralysé, tétanisé par la peur en voyant le chauffeur arriver pistolet à la main, après avoir été alerté par le bruit. Errera ce serait quand même jeté dans la rivière, alors que le chauffeur tentait de l'abattre au pistolet. Le SS serait alors saisi du fusil de celui qui avait été assomé et aurait atteint Errera à la cuisse, ce qui ne l'aurait pas empêché de continuer de nager et joindre l'autre rive. Errerra aurait été retrouvé mort, après une chasse à l'homme qui aurait duré jusqu'au lendemain. Son corps a été ramené au camp et, après une autopsie, a été exposé totalement démembré et défiguré sur une table dans la cour du Crématoire. Les Sonderkommando ont ensuite été contraints de passer un à un an devant le corps et ceux qui détournaient le regard étaient battus. Errera a ensuite été transporté au Crématoire et brulé, après que ses camarades ont récité un Kaddish. Hugo Venezia a quant à lui disparu le lendemain après que les SS sont venus le chercher. Shlomo Venezia rapporte ce que Hugo lui a raconté de la tentative d'Errera.
Son évasion qui a frappé Fajnzylberg a également été racontée par plusieurs témoins survivants: Errikos Sevillias, Shlomo Venezia, Léon Cohen, Marcel Nadjary, Dr Miklos Nyiszli, Alter Fajnzylberg, Henryk Mandelbaum, Albert Menasche, Daniel Bennahmias  et Eddy de Wind.

## Les photographies duSonderkommando
Pendant de nombreuses années, l'auteur des photographies du Sonderkommando était inconnu. Elles ont d'abord été créditées comme anonymes ou, par défaut, attribuées à Dawid Szmulewski, qui a lui-même mentionné un juif grec nommé Alex. Alter Fajnzylberg évoque leur histoire, et mentionne la figure du juif grec nommé Alex (bien qu'il en ait oublié le nom de famille). En mai 1978, Fajnzylberg répond à une lettre du musée d'Auschwitz-Birkenau, au sujet des photographies et écrit:
C'était Alex de Grèce, mais je ne me souviens pas de son nom, qui a pris les photos. Il est mort lors d'une évasion lors du transport de cendres de personnes incinérées. Ces cendres étaient régulièrement déversées dans la Sola ou dans la Vistule. Alex a désarmé les deux escortes SS et a jeté leurs fusils dans la Vistule. Il est mort pendant la poursuite. Je ne me souviens pas où l'appareil photo et d'autres documents ont été enterrés car c'est Alex qui a effectué ce travail.

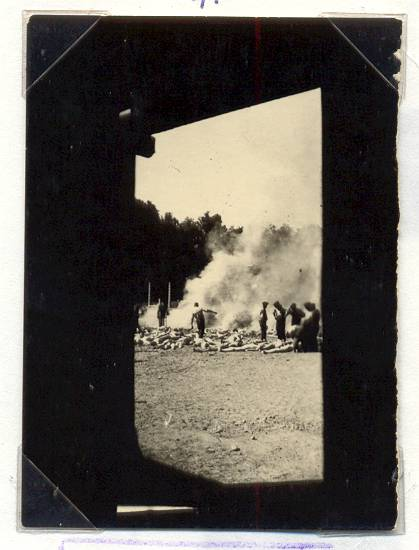
Sonderkommando à Auschwitz-Birkenau, août 1944 (photo clandestine)
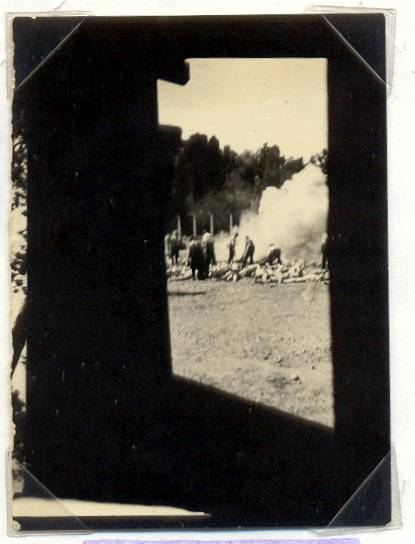
Sonderkommando à Auschwitz-Birkenau, août 1944 (photo clandestine)
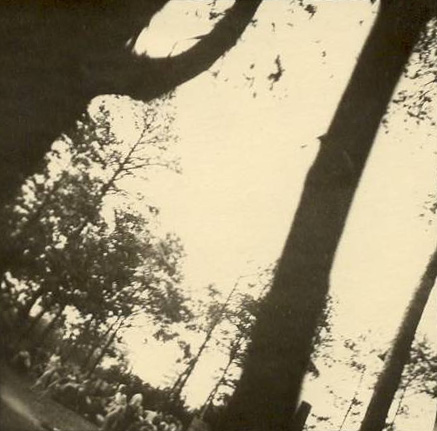
Sonderkommando à Auschwitz-Birkenau, août 1944 (photo clandestine)
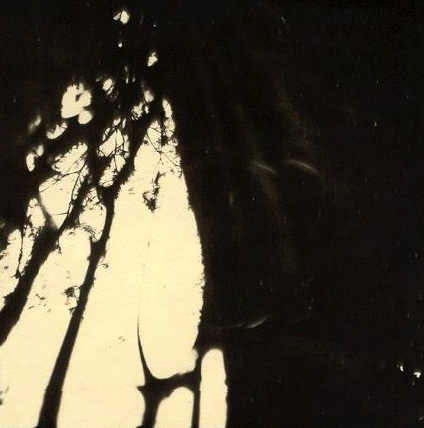
Sonderkommando à Auschwitz-Birkenau, août 1944 (photo clandestine)

Or, dans des écrits d'immédiate après guerre, Fajnzylberg mentionne la tentative d'évasion d'un juif grec nommé Aleko Errera.
Plusieurs photographies d'Alberto Errera sont analysées par Christophe Cognet, en 2021, dans son documentaire À pas aveugles.